# آرتش بانغ
آرتش بانغ (بالإنجليزية: ArchBang)‏ هي توزيعة جنو/لينكس مبنية على آرتش لينكس. تهدف آرتش بانغ لأن تكون توزيعة خفيفة مناسبة للأجهزة القديمة، وتستخدم مدير النوافذ آي3 بشكل افتراضي. تثبيت آرتش بانغ أسهل من آرتش نظرًا لاستخدام واجهة مستخدم رسومية أثناء علمية التثبيت.

## روابط خارجية
- الموقع الرسمي